# Godfried Huyn van Geleen
Godfried Huyn van Geleen (circa 1598 - Maastricht, 1657), ook bekend als Gotfried en  Huyn van Ghelene, zoon van Arnold III Huyn van Geleen en Margaretha van Bocholz. Hij was een keizerlijk veldmaarschalk en van 1638 tot 1657 was hij landcommandeur van de balije Biesen te Alden Biesen.

## Biografie

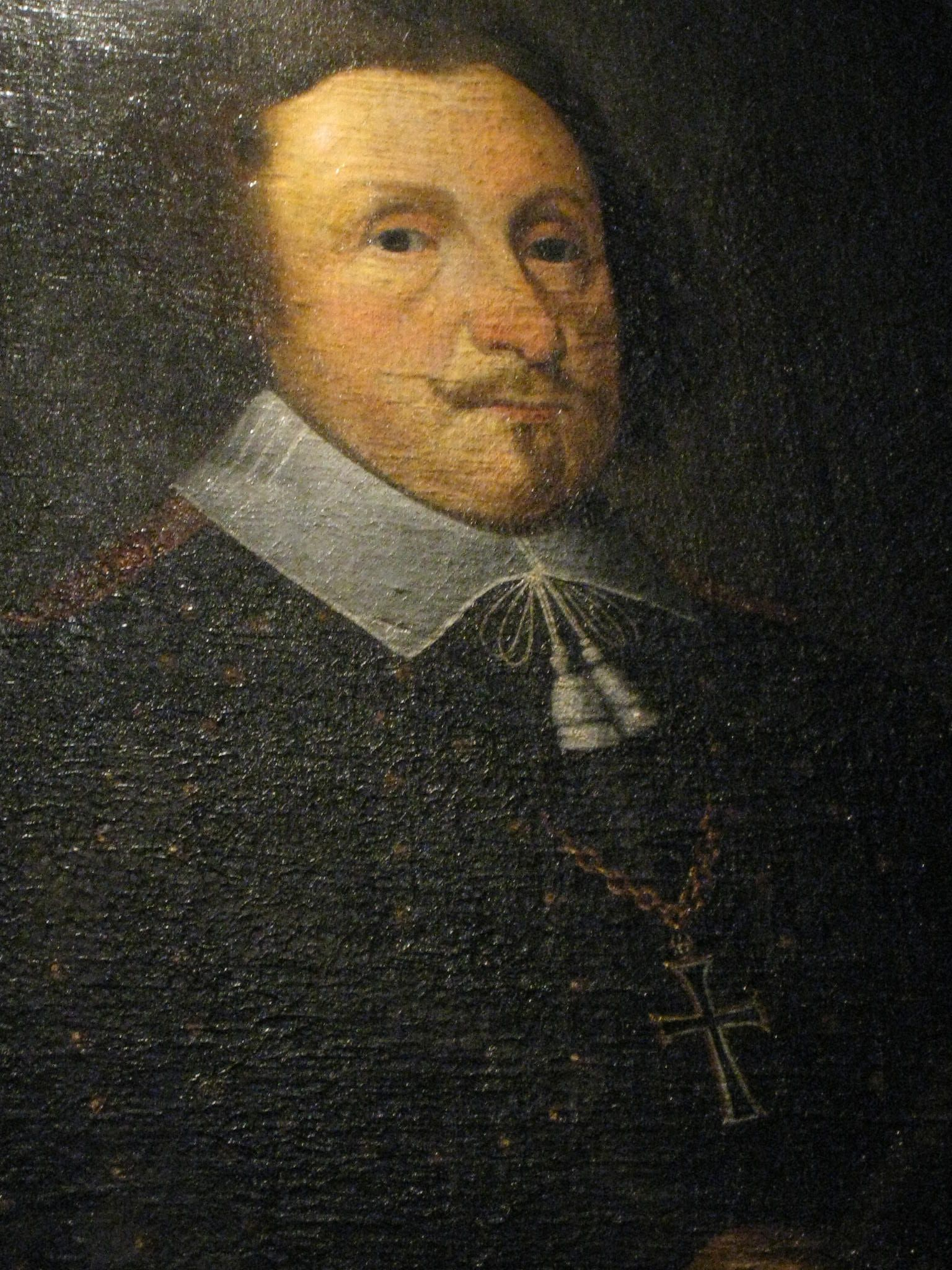
Godfried Huyn van Geleen, landcommandeur Alden Biesen met Ordekruis en commandostaf

Geleen werd rond 1590 in Maastricht geboren. Als verre achterneef van zijn Biesense voorganger Edmond Huyn van Amstenrade en opvoeder, startte hij zijn militaire carrière in 1615 en werd in 1623 lid van de Duitse Orde. Hij werd achtereenvolgens commandeur van Ordingen (1632-1634), stadhouder van de balije Biesen in 1634 en landcommandeur vanaf 1638 tot aan zijn dood in 1657.
Militair muntte hij uit door in de Dertigjarige Oorlog (1618-1648) te promoveren van kapitein tot generaal-veldmaarschalk. Hij streed ook met wisselend succes mee in een aantal beroemde veldslagen. 
Alden Biesen kon onder Huyn van Geleens bestuur moeizaam genieten van zijn invloed en aanzien in de hoogste kringen van het Duitse rijk. De balijekas vertoonde een tekort door de hoog oplopende kosten voor de nieuwe gebouwen van Alden Biesen, zoals het kerkgebouw met meubilair, het buitenhof en het poortgebouw. Ook financierde de landcommandeur contrareformatorische orden in het Maas-Rijngebied. Huyn van Geleen was, als lid van de Katholieke Liga, in 1634 verantwoordelijk voor het bloedbad van Höxter tijdens de Dertigjarige Oorlog.
Het gebeurde dat dat vrijgevochten ondergeschikte commandeurs nalieten hun bijdragen, verworven door pachtinkomsten te betalen. Ook de strijd om de commanderij Gemert die door Staatse troepen en zijn rivaal Hoensbroek ingenomen was, speelde mee. 
Toch leverde de landcommandeur Huyn van Geleen ondanks de moeilijke tijden plichtsbewust een bijdrage aan de grandeur van de landcommanderij en liet niet na zijn taak ter harte te nemen. Hij bouwde de toegangspoort tot het buitenhof en voleindde de kapel van Alden Biesen. Zijn granieten wapenschild prijkt boven deze poort die uitgeeft op de Maastrichterallee. 
In de landcommanderij Alden Biesen wordt een portret (zie afbeelding) van deze landcommandeur bewaard. Hij verbleef slechts het laatste decennium van zijn leven in Alden Biesen. Lijdend aan jicht overleed hij in 1657 in Aken. Samen met Edmond Huyn van Amstenrade ligt hij onder één grafsteen midden op het koor van de kerk van Alden Biesen begraven. 

## Galerij

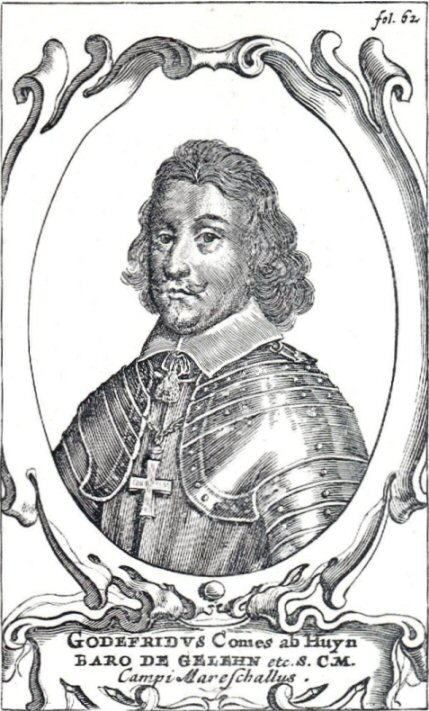